# Porcellanidae
Porcellanidae (лат.) — семейство морских неполнохвостых десятиногих ракообразных из надсемейства Galatheoidea. Внешне напоминают настоящих крабов. У них сплюснутое тело как приспособление для жизни в расщелинах скал. Они легко теряют конечности при нападении и используют свои большие клешни для защиты территории. Впервые появились в титонском ярусе позднеюрской эпохи, 145—152 миллиона лет назад.

## Внешний вид и строение
Небольшие ракообразные, обычно с шириной карапакса менее 15 миллиметров. Общий план строения у них такой же, как у Galatheoidea и Chirostyloidea, но их тела более компактные и сплюснутые, что позволяет им жить и прятаться под камнями. Porcellanidae — довольно хрупкие животные и часто отбрасывают конечности, спасаясь от хищников. Потерянная конечность может вырасти снова в течение нескольких линек. Имеют большие клешни, которые используются для борьбы за территорию, а не для ловли добычи. Четвертая пара ходильных ног редуцируется и используется для чистки.

## Эволюция
Porcellanidae являются примером карцинизации, при которой животное, не похожее на краба, становится похожим на настоящего краб. Их можно отличить от настоящих крабов по кажущемуся количеству ходильных ног (три вместо четырех пар; четвертая пара редуцирована и прижимается к панцирю), а также длинным усикам. Брюшко Porcellanidae длинное, сложено под карапаксом и может свободно двигается.

## Биогеография и экология
Обитают во всех океанах мира, кроме Северного Ледовитого океана и Антарктики. Часто встречаются под камнями, их часто можно встретить и наблюдать на каменистых пляжах и береговых линиях: они в испуге убегают, если поднять камень. Они питаются, фильтруя планктон и другие органические частицы из воды с помощью длинных щетинок (структур, похожих на перистые волосы или щетинки) на ротовом аппарате.
Некоторые из распространенных видов семейства в Карибском море: Petrolisthes quadratus, обитающий в большом количестве под камнями в приливной зоне, и Porcellana sayana, который обитает в раковинах, населенных крупными раками-отшельниками. В водах Гонконга распространен Petrolisthes japonicus.

## Роды
На март 2024 года в семейство включают 29 родов:
- Aliaporcellana Nakasone & Miyake, 1969
- Allopetrolisthes Haig, 1960
- Ancylocheles Haig, 1978
- Capilliporcellana Haig, 1978
- Clastotoechus Haig, 1960
- Enosteoides Johnson, 1970
- Euceramus Stimpson, 1860
- Eulenaios Ng & Nakasone, 1993
- Heteropolyonyx Osawa, 2001
- Heteroporcellana Haig, 1978
- Liopetrolisthes Haig, 1960
- Lissoporcellana Haig, 1978
- Megalobrachium Stimpson, 1858
- Minyocerus Stimpson, 1858
- Neopetrolisthes Miyake, 1937
- Neopisosoma Haig, 1960
- Novorostrum Osawa, 1998
- Orthochela Glassell, 1936
- Pachycheles Stimpson, 1858
- Parapetrolisthes Haig, 1962
- Petrocheles Miers, 1876
- Petrolisthes Stimpson, 1858
- Pisidia Leach, 1821
- Polyonyx Stimpson, 1858
- Porcellana Lamarck, 1801
- Porcellanella White, 1851
- Pseudoporcellanella Sankarankutty, 1962
- Raphidopus Stimpson, 1858
- Ulloaia Glassell, 1938

Летопись окаменелостей Porcellanidae включает виды Pachycheles, Pisidia, Polyonyx, Porcellana и еще шесть родов, известных только по окаменелостям:
- Annieporcellana Fraaije et al., 2008
- Beripetrolisthes De Angeli & Garassino, 2002
- Eopetrolisthes De Angeli & Garassino, 2002
- Lobipetrolisthes De Angeli & Garassino, 2002
- Longoporcellana Müller & Collins, 1991

Самой ранней известной окаменелостью Porcellanidae считался Jurellana из известняка Эрнстбрунна титонского периода в Австрии. Однако впоследствии было установлено, что это настоящий краб. А древнейшим Porcellanidae является Vibrissalana из той же локации.